# Келлі Андерсон (тенісистка)
Келлі Андерсон (англ. Келлі Андерсон; нар. 20 квітня 1985) — колишня південноафриканська тенісистка.
Найвищу одиночну позицію світового рейтингу — 625 місце досягла 13 жовтня 2008, парну — 135 місце — 24 листопада 2008 року.
Здобула 6 парних титулів туру ITF.
Завершила кар'єру 2010 року.

## Фінали ITF

### Парний розряд: 11 (6–5)
| Легенда          |
| ---------------- |
| турніри $100,000 |
| турніри $75,000  |
| турніри $50,000  |
| турніри $25,000  |
| турніри $10,000  |

| Фінали за покриттям |
| ------------------- |
| Тверде (5–4)        |
| Ґрунт (0–1)         |
| Трава (0–0)         |
| Килим (1–0)         |

| Результат | Ранг | Дата              | Турнір                        | Покриття   | Партнерка       | Суперниці                                       | Рахунок               |
| --------- | ---- | ----------------- | ----------------------------- | ---------- | --------------- | ----------------------------------------------- | --------------------- |
| Поразка   | 1.   | 27 червня 2004    | Едмонд (Оклахома), США        | Тверде     | Каріне Вермелен | Гейді Ель Табах Енн Мелл                        | 6–3, 3–6, 4–6         |
| Перемога  | 1.   | 31 серпня 2007    | Mollerusa, Іспанія            | Тверде     | Лізан дю Плессі | Сабіна Медіано-Альварес Франсіска Сінтес Мартін | 6–4, 7–6 (7–3)        |
| Поразка   | 2.   | 10 вересня 2007   | Алфен-ан-ден-Рейн, Нідерланди | Ґрунт      | Каді Пулер      | Даніелле Гармсен Рене Рейнгард                  | 2–6, 4–6              |
| Перемога  | 2.   | 23 вересня 2007   | Ноттінгем, Велика Британія    | Тверде     | Леоні Мекел     | Джулія Бон Олівія Скарфі                        | 6–3, 6–4              |
| Перемога  | 3.   | 15 грудня 2007    | Лагос, Нігерія                | Тверде     | Шанелль Схеперс | Ірина Бремон Агнеш Сатмарі                      | 0–6, 6–3 [10–8]       |
| Перемога  | 4.   | 22 грудня 2007    | Лагос, Нігерія                | Тверде     | Шанелль Схеперс | Ірина Бремон Агнеш Сатмарі                      | 1–6, 6–3 [10–6]       |
| Перемога  | 5.   | 22 лютого 2008    | Капріоло, Італія              | Килим (i)  | Сара Борвелл    | Дарія Юрак Івана Лісяк                          | 7–6 (9–7), 6–4        |
| Поразка   | 3.   | 21 березня 2008   | Нойда, Індія                  | Тверде     | Шанелль Схеперс | Теодора Мирчич Ленка Тварошкова                 | 2–6, 7–6 (9–7) [6–10] |
| Перемога  | 6.   | 12 жовтня 2008    | Барнстепл, Велика Британія    | Тверде (i) | Емма Лайне      | Еріка Краут Ганна Ноні                          | 6–2, 6–3              |
| Поразка   | 4.   | 22 листопада 2008 | Вакоас-Фенікс, Маврикій       | Тверде     | Наталі Грандін  | Теодора Мирчич Ленка Тварошкова                 | 4–6, 6–3 [4–10]       |
| Поразка   | 5.   | 11 жовтня 2009    | Барнстепл, Велика Британія    | Тверде (i) | Емма Лайне      | Юганна Ларссон Анна Сміт                        | 5–7, 4–6              |